# Ałrosa (linia lotnicza)

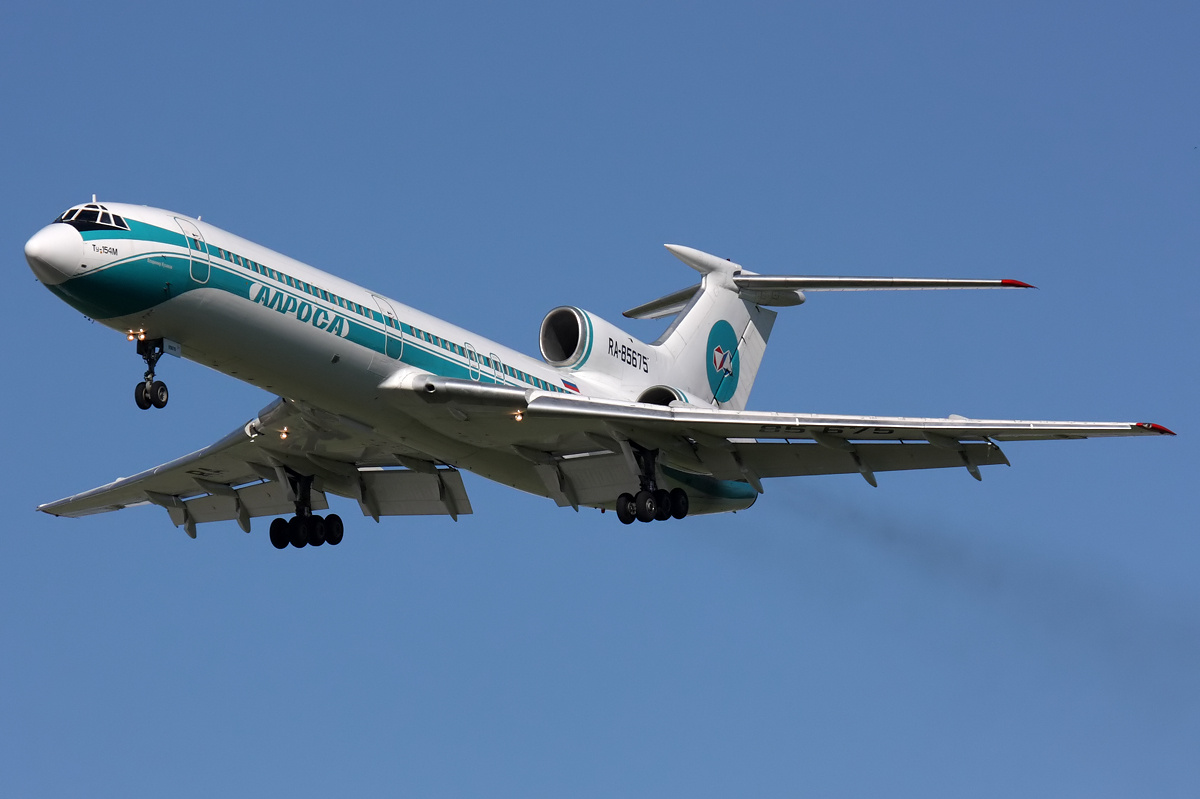
Tu-154M w starym malowaniu linii Ałrosa

Ałrosa (ros. ЗАО «Авиакомпания АЛРОСА») – rosyjska linia lotnicza z siedzibą w Mirnym, głównym portem lotniczym jest port lotniczy Mirny, a innymi portami bazowania są także port lotniczy Leńsk, port lotniczy Moskwa-Domodiedowo i port lotniczy Nowosybirsk-Tołmaczowo.

## Flota
Według stanu na listopad 2024 flota Ałrosa składała się z 5 samolotów pasażerskich o średnim wieku 18,5 lat:
| Samolot        | Samolot | Samolot   | Liczba miejsc | Uwagi |
| Model          | Aktywne | Zamówione | Liczba miejsc | Uwagi |
| -------------- | ------- | --------- | ------------- | ----- |
| Boeing 737-700 | 2       | -         | 136           |       |
| Boeing 737-800 | 3       | -         | 166           |       |
| Łącznie        | 5       | 0         |               |       |